# Marlon García
Marlon García Hernández (Ica, 31 de agosto de 1983) es un exfutbolista peruano. Jugaba de lateral izquierdo.

## Clubes
| Club                | Torneo           | País | Año         |
| ------------------- | ---------------- | ---- | ----------- |
| Unión Carolina      | Copa Perú        | Perú | 2005        |
| Universidad Andina  | Copa Perú        | Perú | 2006        |
| IDUNSA              | Copa Perú        | Perú | 2007-2008   |
| FBC Melgar          | Primera División | Perú | 2009-2011   |
| Cienciano           | Primera División | Perú | 2012        |
| Sportivo Huracán    | Segunda División | Perú | 2013        |
| Alfonso Ugarte      | Segunda División | Perú | 2014 - 2015 |
| Unión Fuerza Minera | Copa Perú        | Perú | 2016        |